# 43
| [ Edytuj tabelę ] |                                        |
| Król Armenii      | - 42 Mitrydates 51                     |
| Cesarz Chin       | - 25 Guangwudi 57                      |
| Władca Korei      | - 18 Daemusin 44                       |
| Król Nabatei      | - 40 Malichus II 70                    |
| Papież            | - 33 Piotr Apostoł 67                  |
| Król Partów       | - 40 Gotarzes II 51 - 40 Wardanes I 46 |
| Cesarz Rzymu      | - 41 Klaudiusz 54                      |
| Król Tracji       | - 38 Remetalkes III 46                 |

Rok 43 / XLIII
stulecia: I wiek p.n.e. ~
I wiek ~
II wiek

lata: 33 «
38 «
39 «
40 «
41 «
42 «
43
» 44
» 45
» 46
» 47
» 48
» 53

## Wydarzenia
Europa
- Początek podboju Brytanii przez cesarza rzymskiego Klaudiusza. Bitwa nad rzeką Medway.
- Aulus Plaucjusz został pierwszym namiestnikiem rzymskiej Brytanii.
- Pomponiusz Mela napisał traktat o geografii Europy.

Bliski Wschód
- Elioneusz syn Kanterasa arcykapłanem w Judei.
- Jakub Większy Apostoł został ścięty w Jerozolimie na rozkaz Heroda Agryppy I.
- Piotr Apostoł więziony przez Heroda, zdołał uciec (Dz 12,3-6).

Azja
- Ma Yuan spacyfikował powstanie sióstr Trưng.

## Zmarli
- Jakub Większy, apostoł.
- Julia Helena, córka Druzusa Młodszego (ur. ≈5).